# エンドア/魔空の妖精
『エンドア/魔空の妖精』（Ewoks: The Battle for Endor）は映画『スター・ウォーズ』シリーズのスピンオフ（外伝）作品で、1985年にテレビ映画として制作され、アメリカン・ブロードキャスティング・カンパニー（ABC）にて放映された。
ヨーロッパや日本では劇場公開された。DVD化された際のタイトルは『スター・ウォーズ/イウォーク・アドベンチャー 決戦！エンドアの森』。

## 舞台背景
『スター・ウォーズ』シリーズでは『エピソード5/帝国の逆襲』と『エピソード6/ジェダイの帰還』の間の時期に位置し、ルークら反乱同盟軍とウィケットらイウォーク族が出会う以前の物語となる。
「森の月」と呼ばれる惑星エンドアを舞台とするイウォーク族をメインキャラクターに据えた2つのスピンオフ作品のうちの2作品目で、1作目のスピンオフ作品『イウォーク・アドベンチャー』の6ヶ月後の話となる。

## あらすじ
魔王テラクと魔女シャラルの一味がイウォークの村を襲撃し、シンデルの両親と兄は殺されてしまう。シンデルとウィケットは逃げ延び森の中でノアという老人と出会う。

## キャスト
（俳優名／役名）
- オーブリー・ミラー／シンデル（劇場公開版ではシンディ）（妹）
- ワーウィック・デイヴィス／ウィケット
- ダリル・エンリケス／ウィケットの声
- ウィルフォード・ブリムリー／ノア
- エリック・ウォーカー／メイス（兄）
- 役者不明／カタリーン（母）
- ポール・グリーソン／ジェレミット（父）
- ニキ・ボテロ／ティーク
- マーク・ドッドソン／ティークの声
- ダニエル・フリッシュマン／ディージ（ウィケットの父）
- シドニー・ウォーカー／ディージの声
- トニー・コックス／ウィドル（ウィケットの下の兄）
- パム・グリッズ／ショードゥー（ウィケットの母）
- カレル・ストルイケン／テラク
- シアン・フィリップス／シャラル

## スタッフ
- 監督・脚本：ケン・ウィート、ジム・ウィート
- 製作：ジョージ・ルーカス
- 製作総指揮：ジョージ・ルーカス
- 原案：ジョージ・ルーカス
- 音楽：ピーター・バーンスタイン
- 劇場公開版日本語主題歌
  - 「魔法のジェラシー」 南翔子

## 日本語吹替
| 役名               | 俳優                                                    | DVD版      | 劇場公開版 |
| ------------------ | ------------------------------------------------------- | ---------- | ---------- |
| シンデル（妹）     | オーブリー・ミラー                                      | 金田朋子   | 高田由美   |
| ウィケット         | ワーウィック・デイヴィス（演） ダリル・エンリケス（声） | 島香裕     | 千葉繁     |
| ノア               | ウィルフォード・ブリムリー                              | 緒方賢一   | 永井一郎   |
| メイス（兄）       | エリック・ウォーカー                                    | 水島大宙   | 菊池英博   |
| ジェレミット（父） | ポール・グリーソン                                      | 山野井仁   | 富山敬     |
| ウィドル           | トニー・コックス                                        | 肝付兼太   |            |
| テラク             | カレル・ストルイケン                                    | 郷里大輔   | 屋良有作   |
| シャラル           | シアン・フィリップス                                    | 一城みゆ希 | 山本圭子   |